# Pala di San Barnaba
La Pala di San Barnaba è un dipinto a tempera su tavola (268x280 cm) di Sandro Botticelli, databile al 1487 e conservato nella Galleria degli Uffizi di Firenze.

## Storia
Il dipinto è menzionato per la prima volta nel 1510 da Albertini, che lo ricorda sull'altare maggiore della chiesa di San Barnaba a Firenze. Era stato probabilmente commissionato dall'Arte dei Medici e Speziali che aveva il patronato della chiesa. Nel 1717 l'opera venne spostata sulla parete di fondo e "ammodernata" da Giovanni Vernaccini con l'aggiunta di una cuspide tardobarocca che mostrava la continuazione dell'arco e del baldacchino.
I restauri nel tempo non sempre ebbero effetti positivi, ad esempio in uno forse del XIX secolo venne ripassato a olio il manto verde di santa Caterina d'Alessandria, guastandone la plasticità e rendendo la figura molto più impacciata. Nel 1919 il dipinto giunse agli Uffizi, privato delle aggiunte settecentesche.
Esiste una versione della sola Madonna col Bambino già in palazzo Panciatichi Ximenes e oggi a Londra nella collezione Carmichael.

## Descrizione e stile

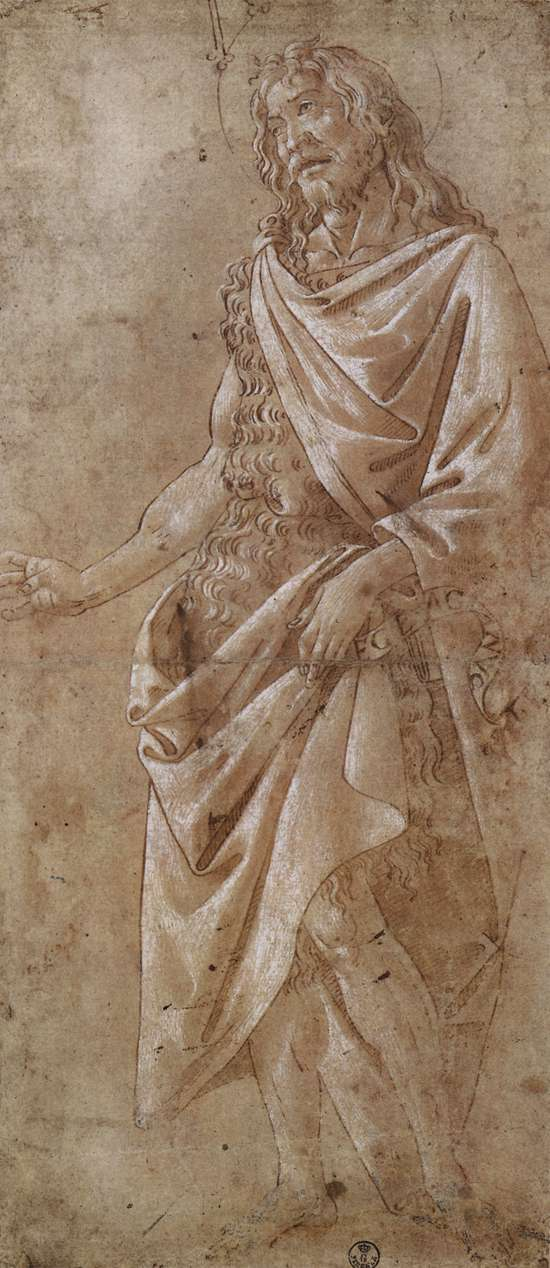
Disegno preparatorio di san Giovanni Battista

Si tratta di una sacra conversazione impostata attorno all'alto trono marmoreo della Vergine col Bambino, sul quale si trova una conchiglia, simbolo di Maria/nuova Venere, e un baldacchino scostato da due angeli. Altri due li affiancano in un gioco di ritmi e simmetrie, e mostrano al Bambino i simboli della Passione, quali la corona di spine e i tre chiodi della Croce. Maria ha un'immagine dolce e affettuosa, leggermente allungata e longilinea come nella Madonna Bardi, dai lineamenti affilati che le danno un che di ascetico, in cui si possono leggere i segni della crisi mistica che colpì gradualmente l'artista dopo l'arrivo di Savonarola in città. Si avverte infatti una sottile tensione nei personaggi, che venne maggiormente evidenziata nelle opere successive. Più marcato è inoltre il plasticismo delle figure, l'uso del chiaroscuro e l'espressività è accentuata.
In basso, su un pavimento a dischi marmorei finemente scorciato in prospettiva, si trovano sei santi suddivisi in due gruppi di tre. Da sinistra si riconoscono santa Caterina d'Alessandria, con la ruota dentata con cui ha ricevuto il supplizio prima della decapitazione, Sant'Agostino che scrive le confessioni, san Barnaba con il ramo d'ulivo con cui pacificò i primi apostoli e il vangelo di san Matteo, san Giovanni Battista, sant'Ignazio d'Antiochia riconoscibile dal cuore in mano che gli fu estratto dagli aguzzini, i quali trovarono all'interno il nome di Cristo scritto a caratteri dorati, e san Michele Arcangelo. Spiccano per originalità la figura smagrita del Battista e quella di ideale bellezza giovanile del san Michele in armatura. Al Gabinetto dei disegni e delle stampe degli Uffizi si conserva uno studio della figura di san Giovanni, dove il corpo e la postura sono identici, mentre la testa è barbata e di uomo più maturo, con una diversa inclinazione.
L'architettura di sfondo riecheggia la sontuosità della classicità romana, che l'artista aveva avuto modo di ammirare nel suo soggiorno del 1480-1482, ma anche opere fiorentine come la Cappella dei Pazzi di Brunelleschi. Si tratta di un nicchione a base rettangolare coperto da una volta a botte a tutto sesto, con un ampio cornicione in cui corre anche un fregio con rilievi dorati e con due tondi figurati ai lati del trono, rappresentanti l'Angelo annunciante e la Vergine annunziata. Il connubio tra sinteticità e maestosità preannuncia l'arte del XVI secolo ed è tra i migliori risultati del genere prodotti dal pittore.
Sul trono della Vergine si trova la più antica iscrizione in italiano su un dipinto, tratta dal canto XXXIII del Paradiso di Dante ("Vergine madre e figlia del tuo figlio", primi versi della preghiera pronunciata da Bernardo di Chiaravalle in 33,1), che dimostra un interesse verso il poeta fiorentino che culminò in seguito nelle illustrazioni alla Divina Commedia commentata da Cristoforo Landino.

### Predella
La pala è anche dotata di predella con scene della vita dei santi raffigurati nella pala e una Pietà. Dei sette pannelli originali, separati dalla tavola nel 1717, ne sono stati ricomposti oggi solo quattro e rappresentano:
- Visione di sant'Agostino del fanciullo, 20x38 cm
- Cristo in pietà, 21x41 cm
- Salomè con la testa del Battista, 21x40,5 cm
- Estrazione del cuore di sant'Ignazio, 21x40,5

La Visione di sant'Agostino mostra il santo che incontra su una spiaggia un bambino che rimuove l'acqua del mare con una conchiglia; secondo la Legenda Aurea, quando il santo gli chiese lo scopo di quello che stava facendo, il bambino gli rispose che come la mente umana tenta di comprendere il mistero della natura di Dio, cioè della Trinità (tema a cui il santo stava dedicando i suoi scritti di quel periodo), altrettanto era inutile e disperato cercare di rimuovere tutta l'acqua dal mare con una conchiglia.
Tradizionale è l'iconografia della Pietà con Cristo che si solleva dal sepolcro scoperchiato, ambientata in un dolce paesaggio ricco di specie vegetali; sullo sfondo due figurette ricordano la Via Crucis. Anche Salomè con la testa del Battista è un'iconografia tradizionale e mostra la donna che, uscendo dalle prigioni, porta la testa del santo decapitato a suo padre; piacevole è in questo pannello l'isolamento della figura principale dato per contrasto contro un rosso muro di mattoni merlato, che non impedisce però a destra di lasciare un'apertura per il paesaggio.
Più rara è l'iconografia dellEstrazione del cuore di sant'Ignazio, su sfondo scuro, identificata per la prima volta da Herbert P. Horne. Secondo la leggenda del santo dopo la sua morte se ne estrasse il cuore scoprendo così che vi era impresso a lettere d'oro il nome di Cristo che gli aveva predetto il martirio. La scena mostra il santo vescovo sul catafalco coperto da un drappo rigato, con il petto aperto e due uomini vestiti all'antica che con un coltello tagliano il cuore per esaminarlo.
Predella della Pala di San Barnaba